# В полоні у Вести
«В поло́ні у Ве́сти» (англ. Marooned off Vesta) — науково-фантастичне оповідання американського письменника  Айзека Азімова.  Вперше опубліковане у березні 1939 року журналом «Amazing Stories». Увійшло в збірку «Детективи Азімова» (1968). Це третій із написаних ним творів і перший опублікований.

## Сюжет
Троє космонавтів вижили на уламку космічного корабля «Срібна королева», який було протаранено астероїдом і викинуто на орбіту Вести. У їхньому розпорядженні залишилось три цілих приміщення, один скафандр, триденний запас кисню, місячний запас їжі і річний запас води. Один з них вирішує вийти з корабля, щоб пробити бластером отвір у резервуарі з водою, аби реактивна тяга від випаровування води допомогла їм приземлитись на Весту, де було діюче людське поселення.

## Сіквел
На честь 20-річчя написання цього оповідання, Азімов написав його продовження — оповідання Річниця, яке розповідало, що трапилось з головними героями через 20 років.